# Charles Baugniet

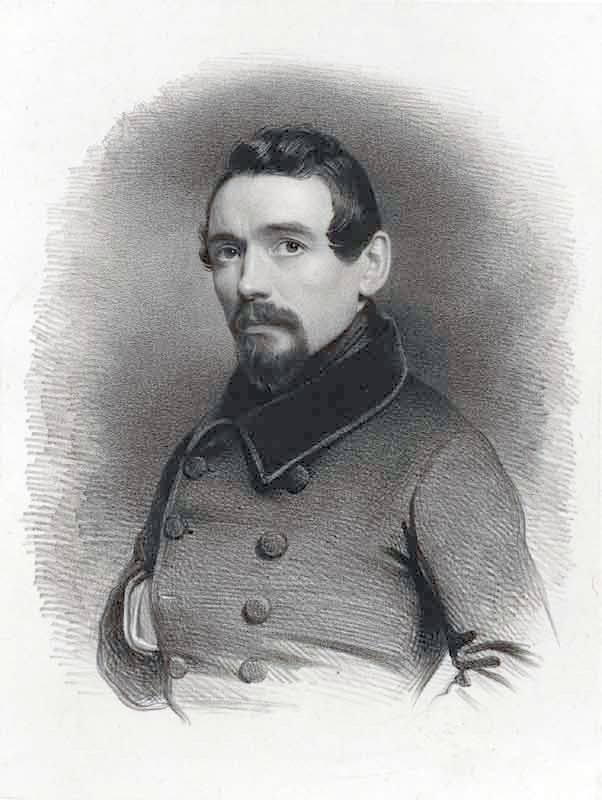
Porträtt av Paul Lauters (1842), målat av Charles Baugniet.

Charles-Louis Baugniet, född den 27 februari 1814 i Bryssel, död den 5 juli 1886 i Sèvres, var en belgisk konstnär, litograf och akvarellist. 
Hans namn förblir förknippat med litografier av porträtt av berömda och okända personer från Belgien, Frankrike och England. De är politiker, ämbetsmän, framstående medlemmar av prästerskapet, såväl inom den romersk-katolska som den anglikanska kyrkan, industrialister, professorer, konstnärer, musiker, skådespelare och underhållningsartister.